# 美濱站
美濱站（日语：／ Mihama eki */?）是位於福井縣三方郡美濱町松原35番1號，西日本旅客鐵道（JR西日本）的小濱線車站。

## 歷史
- 1917年（大正6年）12月15日 - 小濱線敦賀站至十村站之間開通，此站啟用。為旅客和貨物車站。當時車站名為河原市站（日语：／）。
- 1956年（昭和31年）4月10日 - 車站改名為美濱站。
- 1973年（昭和48年）3月15日 - 結束貨物起卸業務。
- 1987年（昭和62年）4月1日 - 伴隨國鐵分割民營化，車站由西日本旅客鐵道（JR西日本）營運。
- 1990年代 - Kiosk結業。車站成為簡易委託車站（委托美濱町）。同時車站大樓內加設觀光協會，並開始進行售票業務。
- 2002年（平成14年）8月 - 列車服務暫停，以進行跨線橋維修。
- 2003年（平成15年）
  - 3月1日 - 開設綠色窗口。
  - 3月15日 - 車站電氣化。觀光協會與新車站大樓開業。

## 車站構造

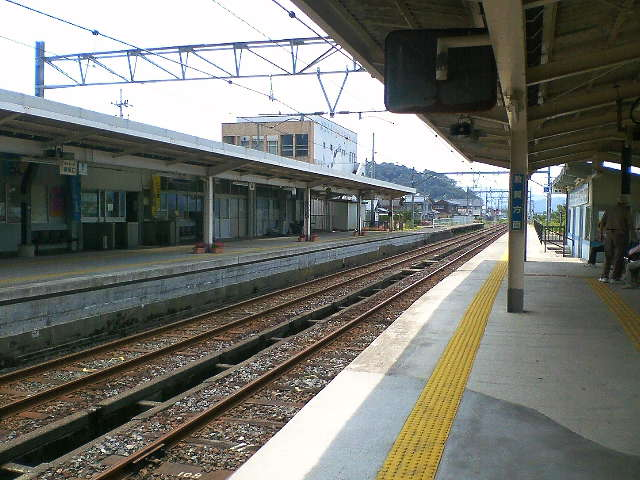
月台

車站是一座地面車站，設有2面2線的相對式月台，可進行列車交會。靠近車站大樓的月台是2號月台，對面為1號月台。兩月台之間設有跨線橋連接。1號月台為下行本線，2號月台為上行本線。月台在路軌進行電氣化工程期間升高了。
車站大樓是一座鋼筋混凝土建築物，部分位置設有2層。大樓在在小濱線電氣化時翻新。在2008年（平成20年）窗口進行了翻新工程。
此站是由敦賀地域鐵道部管理的簡易委託車站，委托美濱町觀光協會負責窗口業務。此站設有綠色窗口（設有MARS系統終端）和自動售票機。
在急行「若狹」廢止前，此站為急行停車站之一。

### 月台
| 月台 | 路線    | 上下行 | 方向             |
| ---- | ------- | ------ | ---------------- |
| 1    | ■小濱線 | 下行   | 敦賀方向         |
| 2    | ■小濱線 | 上行   | 小濱、東舞鶴方向 |

- 關於此站接近警告機與進站音樂，下行月台（1號月台）採用了「村之鍛冶屋（日语：村の鍛冶屋）」，上行月台（2號月台）採用了「羅蕾萊」。

## 使用狀況
根據「福井縣統計年鑑」，在2018年（平成30年）度1日平均乘車人次為242人。
以下各為年度1日平均乘車人次列表：
| 年度   | 1日平均 乘車人次 |
| ------ | ---------------- |
| 1997年 | 355              |
| 1998年 | 337              |
| 1999年 | 336              |
| 2000年 | 308              |
| 2001年 | 297              |
| 2002年 | 284              |
| 2003年 | 266              |
| 2004年 | 242              |
| 2005年 | 241              |
| 2006年 | 265              |
| 2007年 | 264              |
| 2008年 | 268              |
| 2009年 | 265              |
| 2010年 | 276              |
| 2011年 | 284              |
| 2012年 | 279              |
| 2013年 | 249              |
| 2014年 | 230              |
| 2015年 | 276              |
| 2016年 | 282              |
| 2017年 | 261              |
| 2018年 | 242              |

## 車站周邊
美濱町表示，在2022年春天預計於美濱站前開設道之驛。道之驛位於國道27號旁，名稱經過公開招募後決定名為道之驛濱日和。
- 國道27號
- 關西電力核子發電事業總部

## 巴士路線
- 福鐵巴士 - 敦賀站方向
- 美濱町社區巴士（日语：ブルースカイ (コミュニティバス)） - 丹生、新庄、日向、氣山方向

## 相鄰車站
西日本旅客鐵道（JR西日本）
■小濱線
氣山－美濱－東美濱

## 注腳
1. ↑  福井県統計年鑑 （页面存档备份，存于）（日語）
2. ↑   (PDF). 福井県.   [2020-05-10]. （原始内容存档 (PDF)于2021-11-03） （日语）.
3. ↑   (PDF). 美浜町. 2018-03  [2020-12-06] （日语）.[]
4. ↑  . 朝日新聞數碼. 2019-11-22  [2020-12-06]. （原始内容存档于2019-11-22） （日语）.
5. ↑   (PDF). 美浜町まちづくり推進課. 2020-09-23  [2020-12-06] （日语）.[]

## 外部連結
- 美濱｜車站資訊：JR出門網 - 西日本旅客鐵道（日語）